# Varginha (gemeente)
Varginha is een gemeente in de Braziliaanse deelstaat Minas Gerais. Varginha is gelegen in de mesoregio Sul/Sudoeste de Minas en is de hoofdplaats van de gelijknamige microregio. Het telt ongeveer 131.000 inwoners op een oppervlakte van 396,4 km².
Bekend in Brazilië voor de vermeende verschijning van buitenaardse wezens in 1996, een episode bekend als de "ET Varginha".
Varginha onderscheidt zich als een van de belangrijkste centra van handel en productie van koffie in Brazilië en de wereld.
De stad heeft een strategische ligging aan de oevers van Lago de Furnas, en op gelijke afstand van de drie belangrijkste steden van Brazilië, São Paulo, Rio de Janeiro en Belo Horizonte, en werd door het tijdschrift Veja in 2011 genoemd als een van de beste middelgrote steden in Brazilië om te wonen en te investeren.

## Aangrenzende gemeenten
De gemeente grenst aan Carmo da Cachoeira, Elói Mendes, Monsenhor Paulo, Três Corações en Três Pontas.

## Verkeer en vervoer
De plaats ligt aan de wegen BR-491 en MG-167.

## Geboren in Varginha
- Zezé Procópio (1913-1980), voetballer

## Galerij

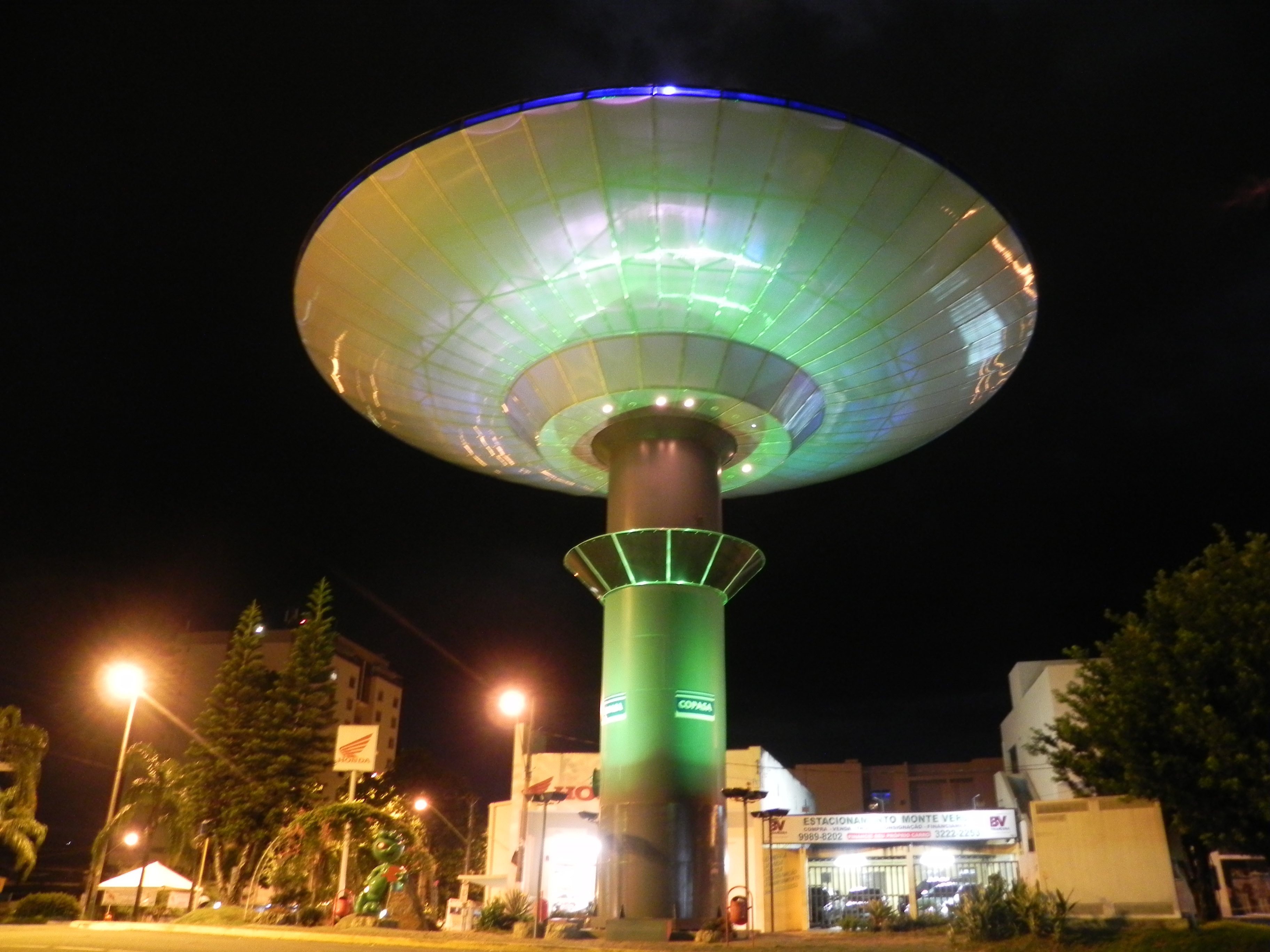
Verlicht ruimteschip
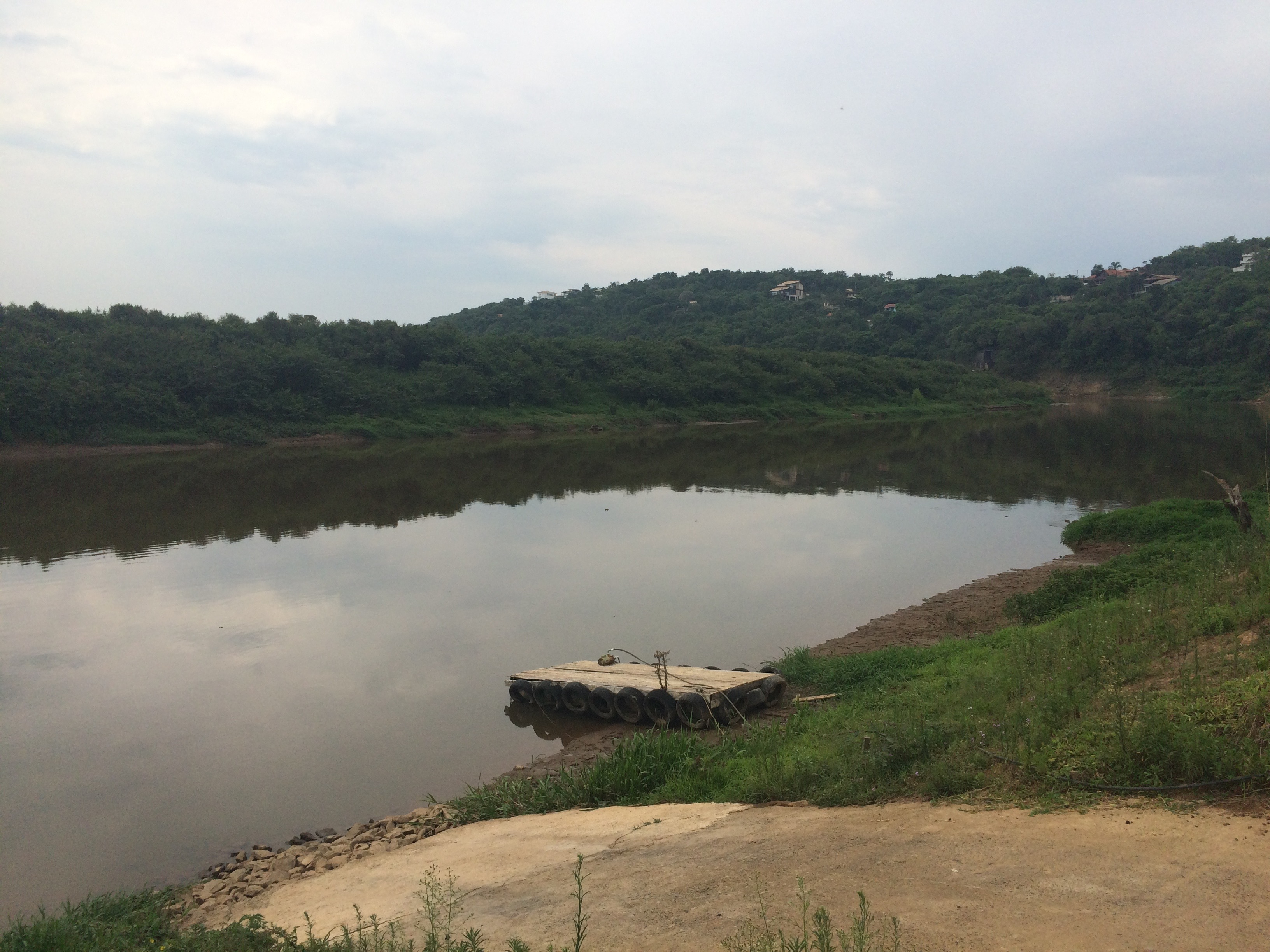
De rivier de Rio Verde in Varginha
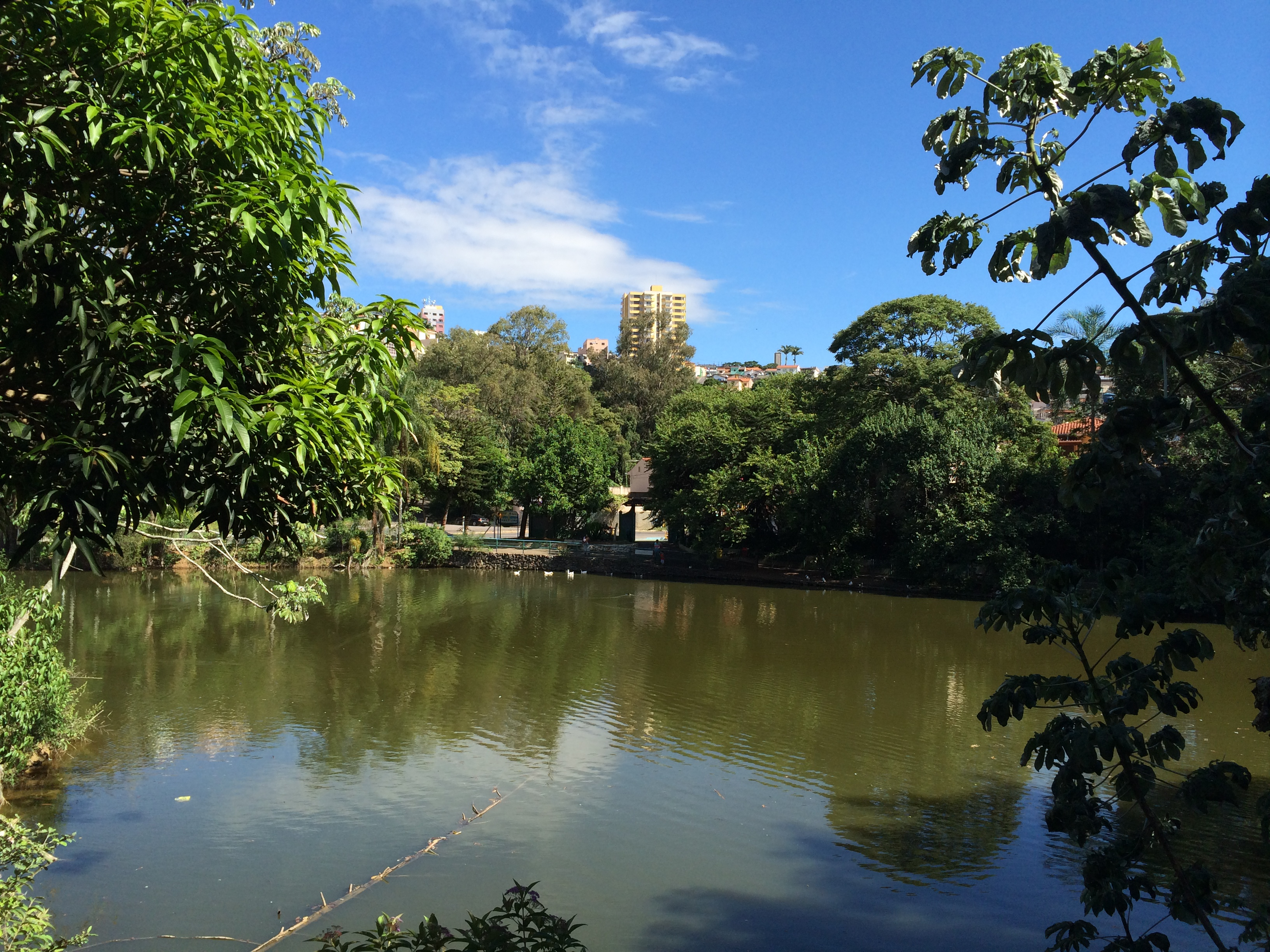
Het park Parque Novo Horizonte in Varginha
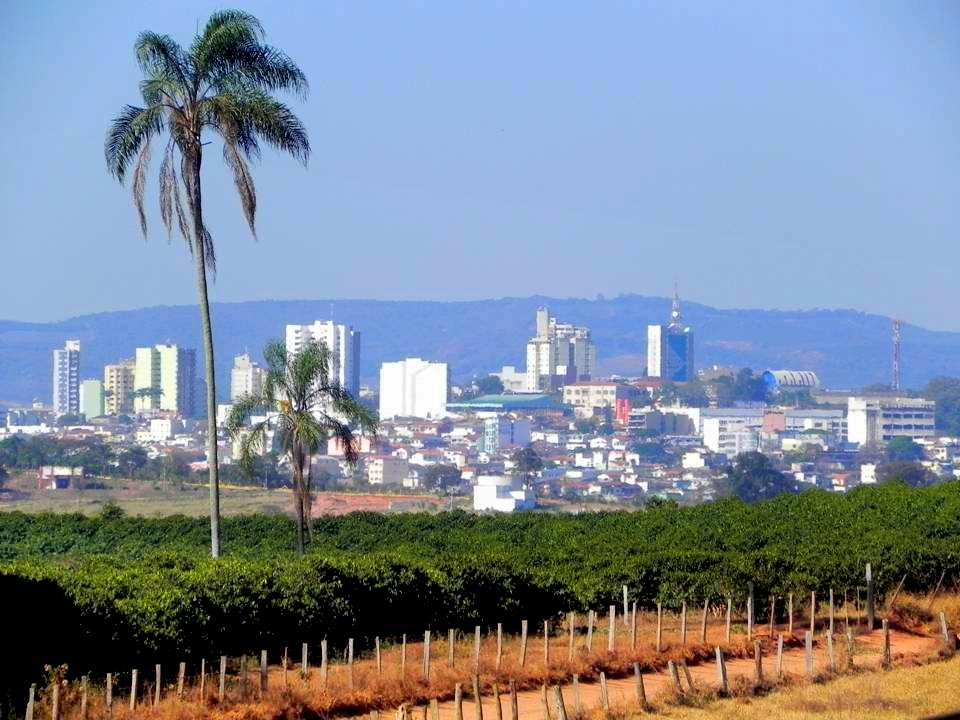
Koffieplantage
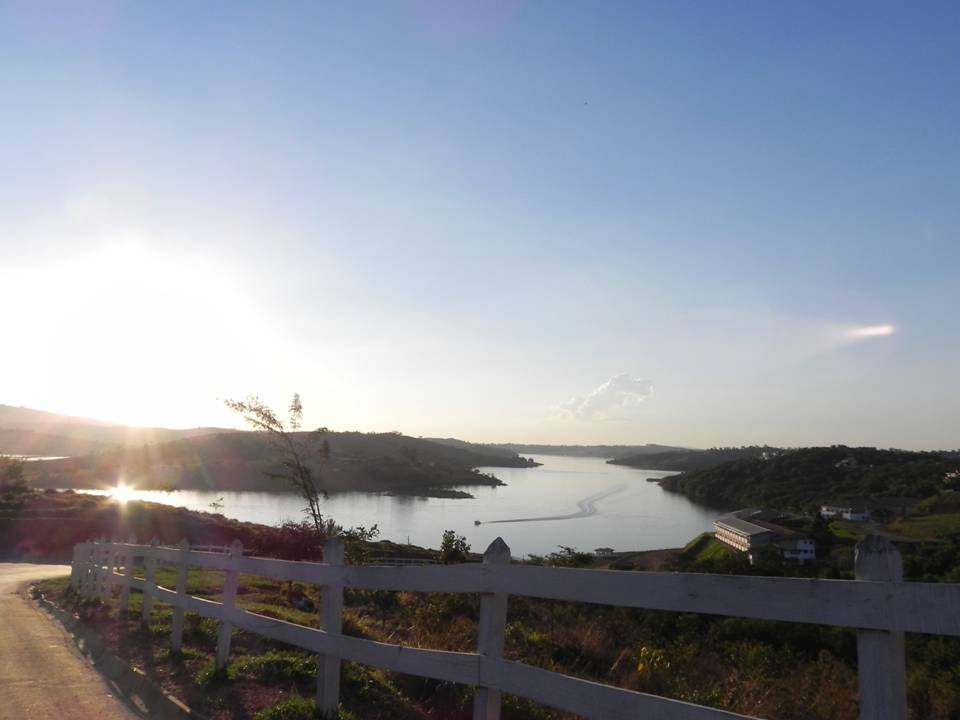
Jachthaven
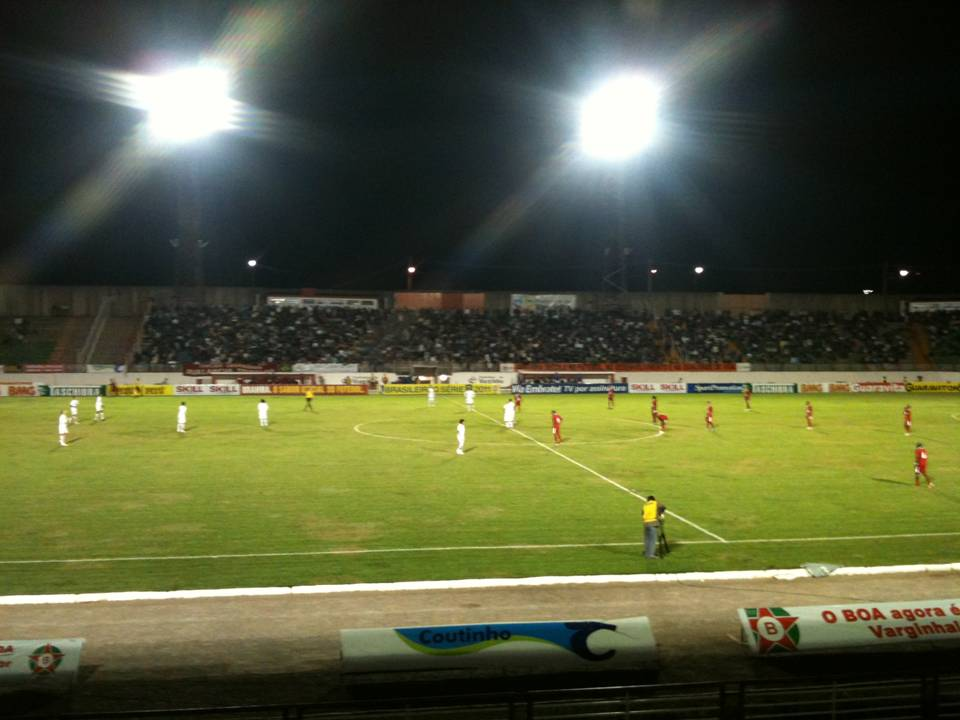
Wedstrijd van Boa EC in het Melão stadion